# Brejo da Madre de Deus
Brejo da Madre de Deus (en español: Pantano de la Madre de Dios) es un municipio brasileño del estado de Pernambuco. Tiene una población estimada al 2020 de 51.225 habitantes.
Los principales distritos del municipio son: el distrito Sede, São Domingos y Fazenda Nova. En la Sede se encuentra el Palacio Municipal Pedro Aleixo de Sousa, donde funciona la Prefectura Administrativa.  En el distrito de Fazenda Nova se encuentra el emblemático Teatro de Nova Jerusalem, donde se celebra anualmente desde 1967 la popular puesta en escena "La Pasión de Cristo en la Nueva Jerusalén".

## Historia

### Prehistoria
En el sitio arqueológico de Furna do Estrago, en Brejo da Madre de Deus, se descubrió una importante necrópolis prehistórica, con 125 metros cuadrados de área cubierta, de la cual se recuperaron 83 esqueletos humanos en buen estado además de varias pinturas rupestres; estos rastros ayudaron a desarrollar investigaciones sobre los rituales funerarios, la alimentación, la cultura y la religiosidad de los grupos de cazadores y recolectores que vivieron en la región hace aproximadamente 10 000 años.
Los individuos encontrados en Furna do Estrago tenían una cultura adaptada a la caatinga. El clima de la región ayudó a preservar los esqueletos de niños, adultos y fragmentos de cerebro.  Entre los 83 esqueletos, hay un hombre de aproximadamente 45 años que fue enterrado con una flauta hecha de una  tibia humana entre sus brazos. No se sabe para qué se utilizó el instrumento. Una teoría es que el individuo podría ser una especie de vigilante, que advertía a la población a través del sonido. También se encontraron silbidos en el cementerio.
El análisis de los restos muestra que estos pueblos estaban bien alimentados, practicaban la antropofagia, fabricaban tejidos a partir de fibras de palmeras de la región y tenían una división social relativamente marcada. Este sitio fue excavado durante dos campañas de campo, la primera en 1983 y la segunda en 1987, bajo la responsabilidad de la arqueóloga Jeannette Maria Dias de Lima de la Universidad Católica de Pernambuco.

### Primeros asentamientos
El territorio pertenecía a la sesmaria de 21 leguas concedida a Manuel da Fonseca Rego por el gobernador de la capitanía de Pernambuco, el marqués de Montebelo.
Los primeros asentamientos de Brejo da Madre de Deus tiene su origen en 1710 cuando el portugués André Cordeiro dos Santos se instaló en la localidad que él llamó Tabocas, construyendo allí un ingenio azucarero. Se le dio el mismo nombre a un río que pasaba por los extremos, el río Tabocas.
El nombre Brejo proviene de su situación en un valle formado por las montañas de Prata, do Estrago y Amaro; y Madre de Deus se debe a los evangelizadores oratorianos de la hermandad de las Madre de Deus de Recife, más conocida como la Congregación del Oratorio de San Felipe Neri, quienes ingresaron al interior de la capitanía siguiendo el curso del río Capibaribe y se instalaron en un lugar que hoy se encuentra a quince kilómetros de la sede municipal. Allí, comenzaron a construir un hospicio pero, como hubo una gran sequía ese año, decidieron mudarse y se dirigieron al sítio de Brejo de São José, también conocido como Brejo de Fora, entonces construyeron en 1752 una capilla dedicada a San José. El asentamiento de la zona está relacionado con la ganadería a mediados del siglo XVIII, con la vía de paso que unía Olinda con Cabrobó por los ríos Capibaribe, Pajeú y San Francisco, posteriormente, con el cultivo del algodón de la década de 1780.
Con la capilla, el pueblo comenzó a existir y pasó a llamarse Brejo da Madre de Deus, evolucionando hasta convertirse en cabecera municipal. En 1760, la Congregación de São Filipe Néri donó media legua de terreno al patrimonio de la capilla, un área que corresponde al perímetro urbano actual. El ascenso a la categoría de parroquia se produjo en 1797 siendo el primer vicario, el padre Antônio da Costa Pinheiro. El 3 de agosto de 1799 se constituyó como distrito.

### sigloXIX
A principios del siglo XIX, el pueblo pertenecía a la Villa de Cimbres, por su ubicación y clima el Brejo era un lugar próspero, tanto que albergaba la residencia de los Ouvidores (Magistrados portugueses en la región) en la comarca  y autoridades militares.
El asentamiento de Brejo da Madre de Deus, fue elevado a la de villa el 20 de mayo de 1833, convirtiéndose en la sede del municipio del mismo nombre, separado del municipio de Cimbres (actual municipio de Pesqueira), que ya era cabecera municipal desde 3 de abril de 1762.
Durante la primera mitad del siglo XIX el Brejo fue un lugar muy rico y poblado, sin embargo la prosperidad se diluyó, en parte gracias a las frecuentes sequía, incluida la Grande Seca que duró desde 1877 hasta 1879; lo que provocó que las fuentes de ingresos del municipio se redujeran considerablemente, debilitando enormemente la ganadería y la agricultura, así como la muerte de innumerables personas.
Por Ley del Estado nº 52 del 20 de junio de 1893, el Brejo da Madre de Deus se constituyó en un municipio autónomo.

### sigloXX
Con la creación de nuevos municipios por Ley Estatal N ° 1.931 del 11 de septiembre de 1928, el municipio de Brejo da Madre de Deus perdió los distritos de Belo Jardim, Serra dos Ventos y Aldeia Velha (ahora Xucuru), que comenzó a construir un nuevo municipio: Belo Jardim, fundado en 1924.
Por decreto-ley estatal n.º 235 del 9 de diciembre de 1938, el municipio de Brejo da Madre de Deus pasó a denominarse simplemente Madre de Deus. En virtud de la ley estatal n.º 421 del 31 de diciembre de 1948, el municipio de Madre de Deus volvió a denominarse Brejo da Madre de Deus. 
Por ley estatal n.º 3333 del 31 de diciembre de 1958, se elevó a la categoría de municipio el distrito de Jataúba. Sin embargo, el gobernador del estado vetó este aumento. El veto fue revocado por el  STF. El Brejo fue luego desmembrado nuevamente, perdiendo el distrito de Jataúba, que el 2 de marzo de 1962 se convirtió en un municipio autónomo.

## Geografía
Se encuentra en la latitud 08º08'45 "sur y longitud 36º22'16" oeste. Brejo da Madre de Deus está a unos 190 km de la capital del estado de Pernambuco, Recife.
Se encuentra en la Meseta de Borborema, a una altitud media de 636 m. Según el IBGE, el municipio tiene el punto más alto del estado de Pernambuco, Pico da Boa Vista, que se encuentra en la Serra do Ponto, cuya altitud alcanza los 1.195 metros sobre el nivel del mar.
La vegetación predominante es la caatinga hiperxerófila, también presenta mata atlántica en las partes más altas del municipio. El municipio está ubicado en la cuenca del río Capibaribe. Los principales vertederos de la ciudad son: Machado (1.228.340m³) y Oitís (3.020.159m³).

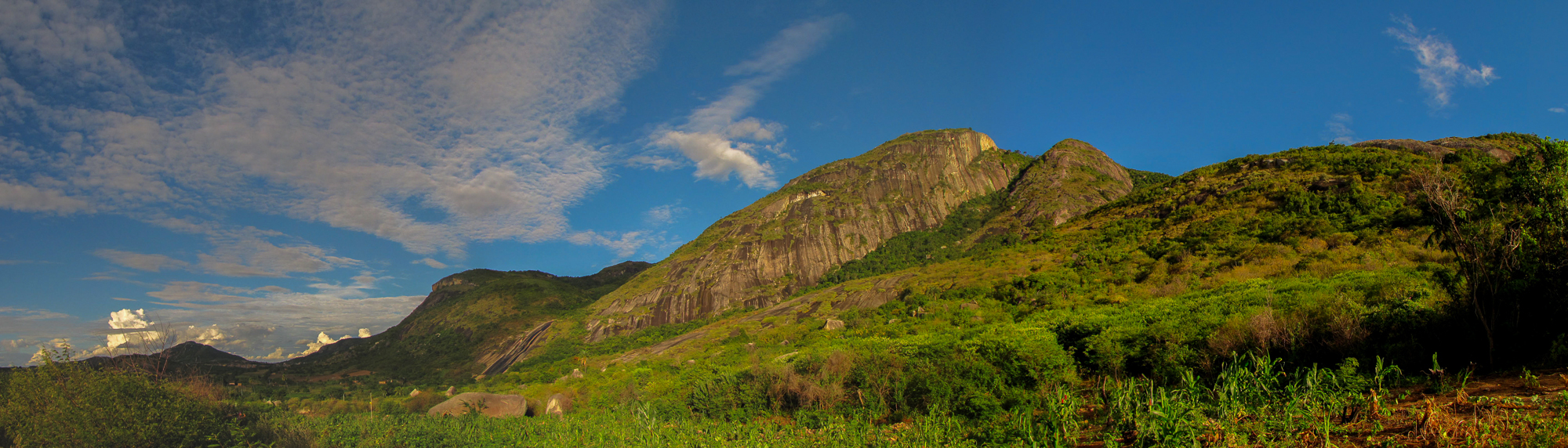
La Serra do Ponto tiene una altitud promedio de 800 metros donde se encuentra el Pico da Boa Vista con 1195 metros.

## Turismo

### Teatro Nova Jerusalém

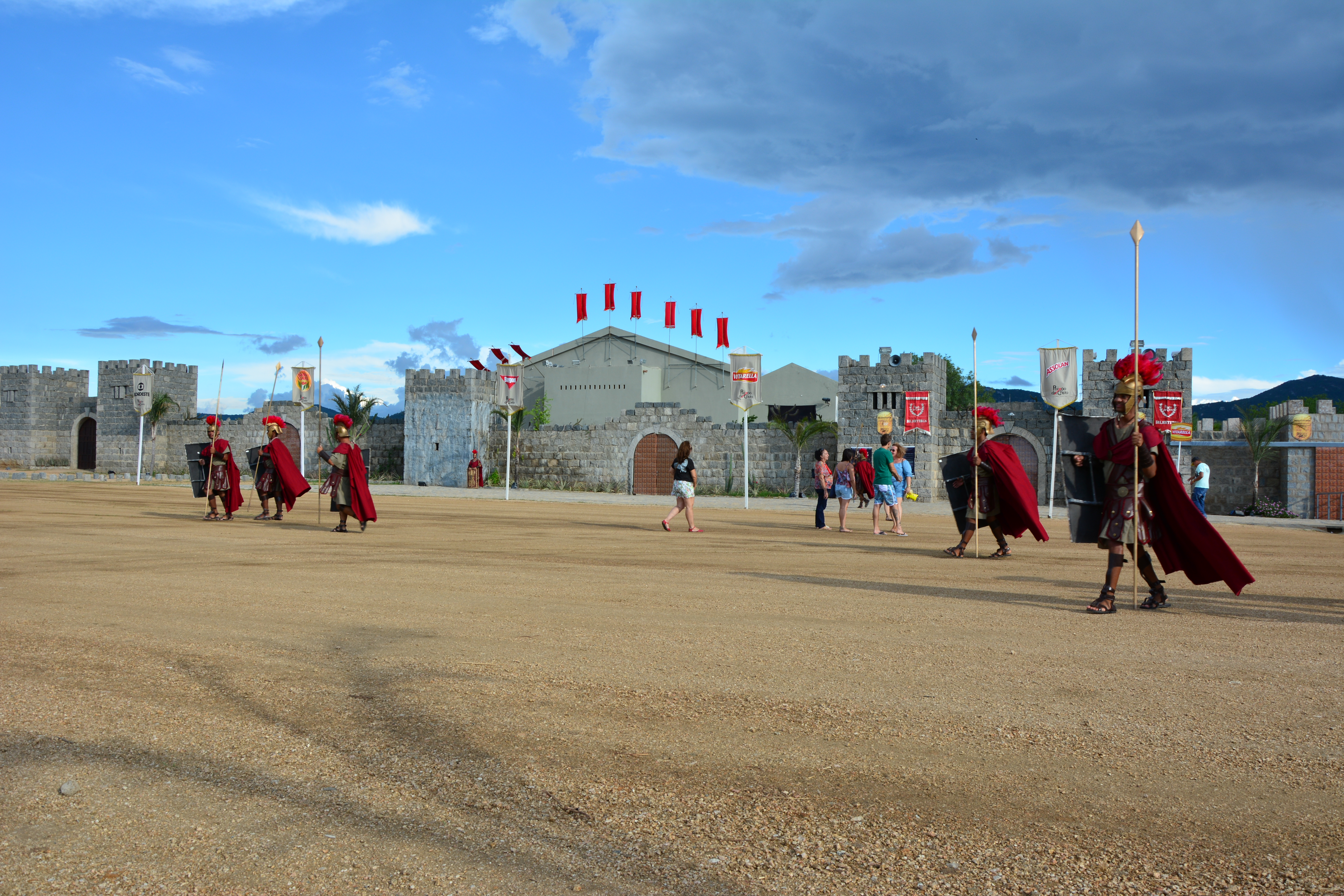
Muros en el Teatro de Nova Jerusalem

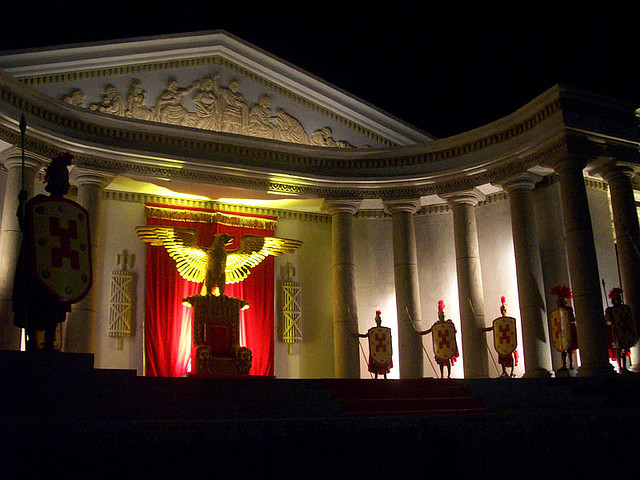
Foro de Pilatos en el Teatro Nova Jerusalem

Considerado el teatro al aire libre más grande del mundo, Nova Jerusalem (Nueva Jerusalén) atrae a más de 3,5 millones de turistas a la ciudad. En el teatro se escenifica "La pasión de Cristo". El teatro está rodeado de un enorme muro de piedra de 3.500 m, lagos artificiales y nueve escenarios, con un área de 100.000 m². El espectáculo se originó en las calles de la Fazenda Nova distrito en 1951, por Epaminondas Mendonça, y los extras en el show fueron los residentes de los propios distritos.
Sus escenarios buscan representar una reconstrucción de la ciudad de Jerusalén en la época en que vivió Jesús. Su proyecto fue concebido y construido por Plínio Pacheco en 1956 y terminado en 1968. Cada año, durante la Semana Santa tiene lugar el popular espectáculo "Pasión de Cristo desde la Nueva Jerusalén". Cerca de 500 personas participan en esta puesta en escena, entre actores de expresión nacional, actores regionales y extras.

### Centro histórico
En la sede del Municipio se encuentran varios edificios históricos que destacan por su tipología y arquitectura. Entre estos se encuentran iglesias, casas del siglo XIX y algunos edificios aislados que llaman la atención por su belleza, algunos de los cuales están listados por el Instituto do patrimônio Histórico e Artístico Nacional.
El edificio más destacado de la ciudad es la Casa de Cámara y Cadena, construido entre 1837 y 1847, fue diseñado por el ingeniero francés Louis Léger Vauthier, autor de importantes obras en la capital como el Teatro de Santa Isabel, el edificio fue terminado por el ingeniero de Recife José Mamede Alves Ferreira.  Entre 1847 y 2005 el edificio fue ocupado por varias oficinas públicas, el foro, el Ayuntamiento,, la cárcel, la comisaría y la agencia de estadística (IBGE), además por el gobierno federal. Hoy el edificio alberga un centro cultural.

### Serra do Ponto
El factor geográfico también atrae turistas a la ciudad durante todo el año. La Serra do Ponto tiene una de las vistas más hermosas del estado de Pernambuco. Según el IBGE, tiene el punto más alto de Pernambuco, el Pico da Boa Vista, cuya altitud alcanza los 1.195 metros sobre el nivel del mar.

## Galería

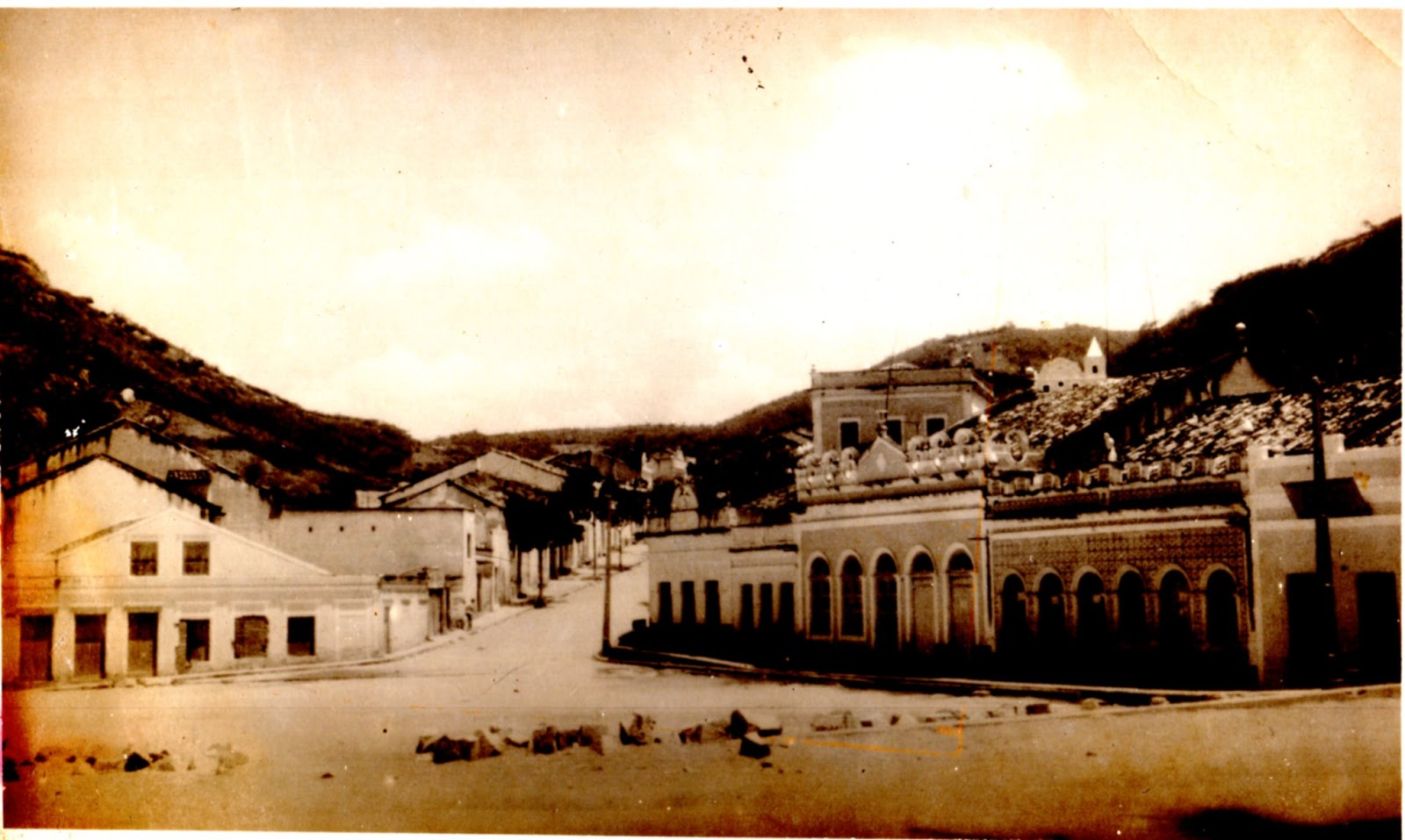
Brejo en la decada de 1950
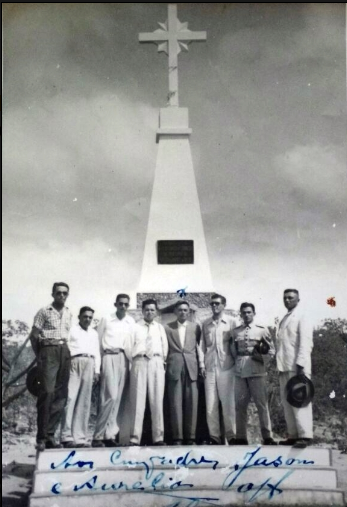
Zona cero del municipio de Brejo 1954
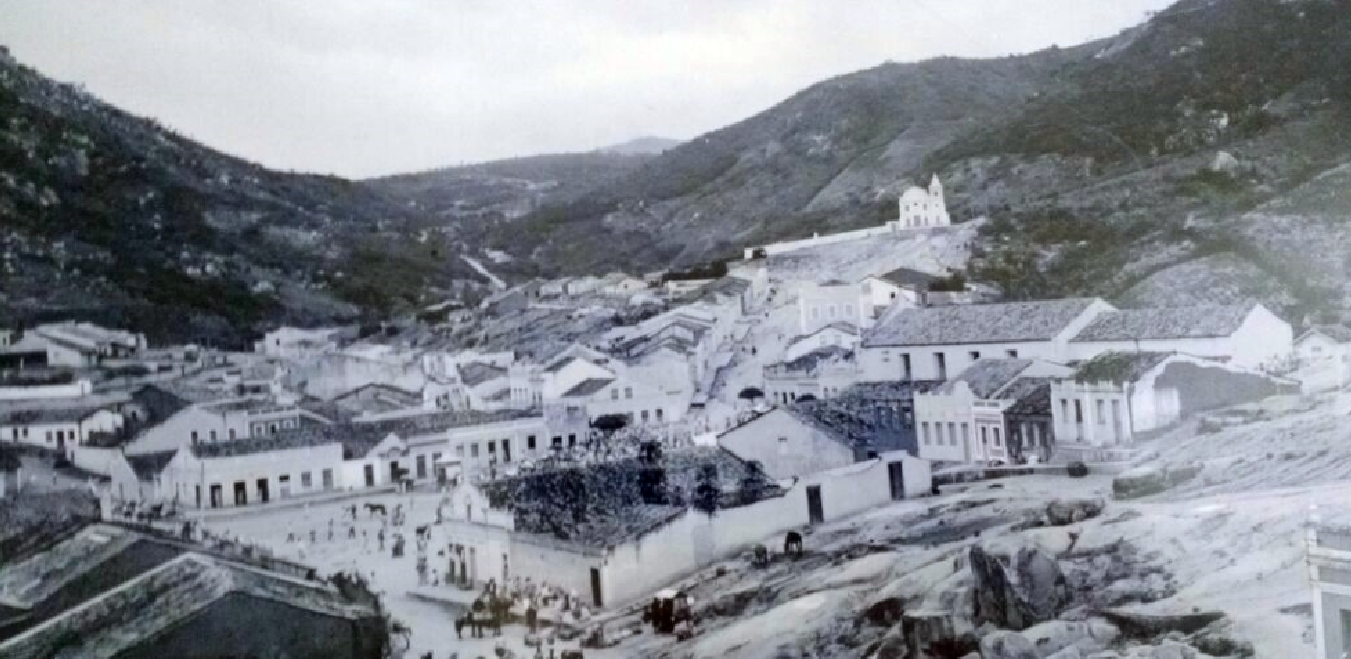
Ciudad de Brejo, 1940.
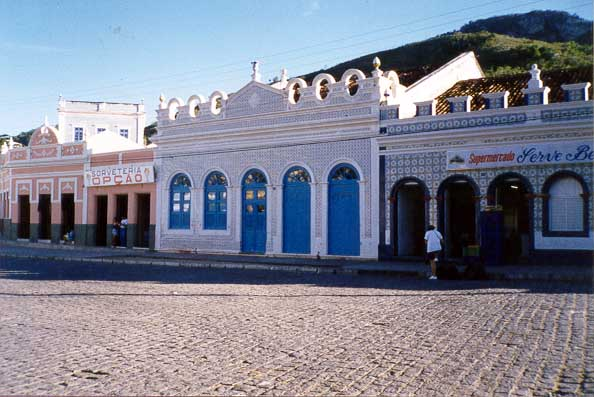
Casas coloniales en el centro histórico
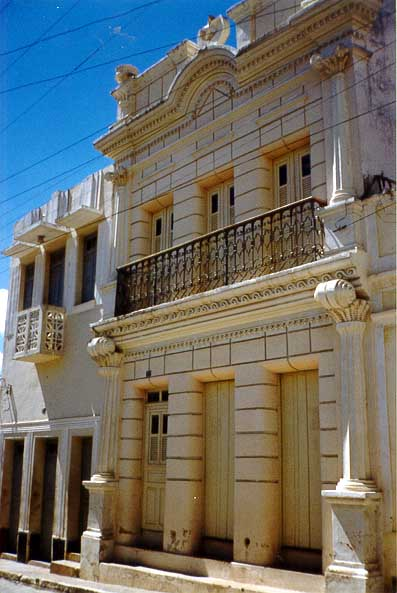
Una de las casas del Centro histórico
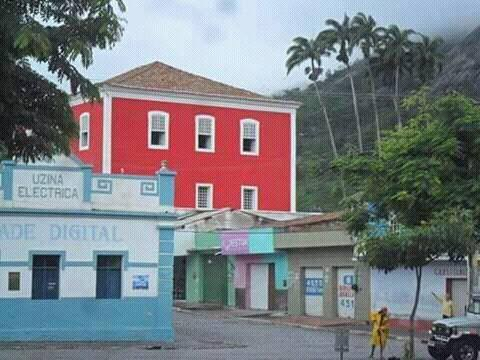
La Casa de Cámara y Cadena
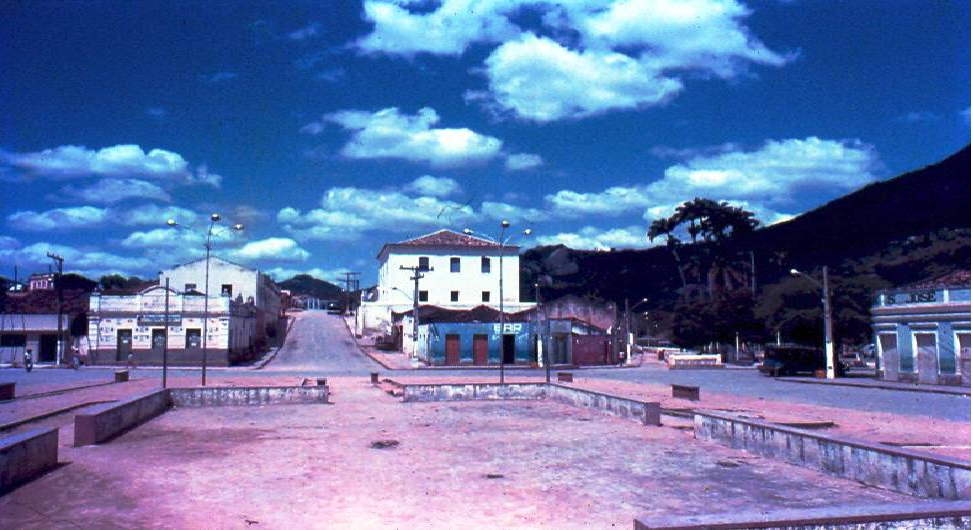
Casa de Cámara y la prisión, 1978
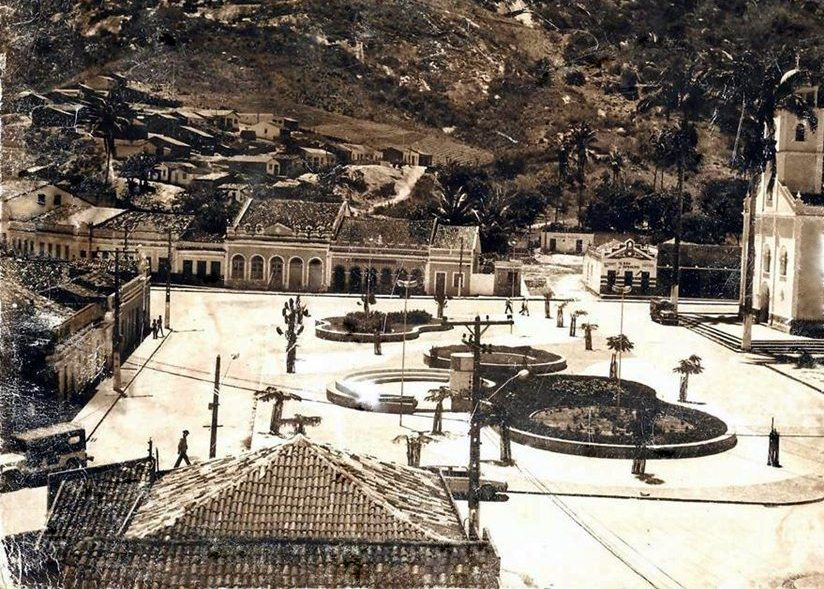
Plaza de Bom Conselho en la década del 1980
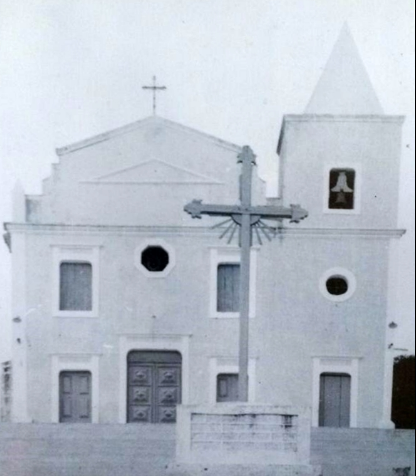
Iglesia Matriz de São José, primera mitad del s.XX
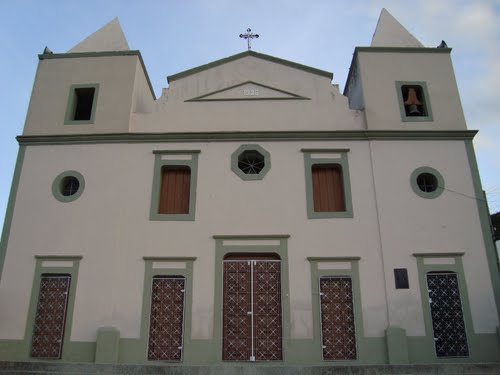
Iglesia Matriz de São José, en la actualidad
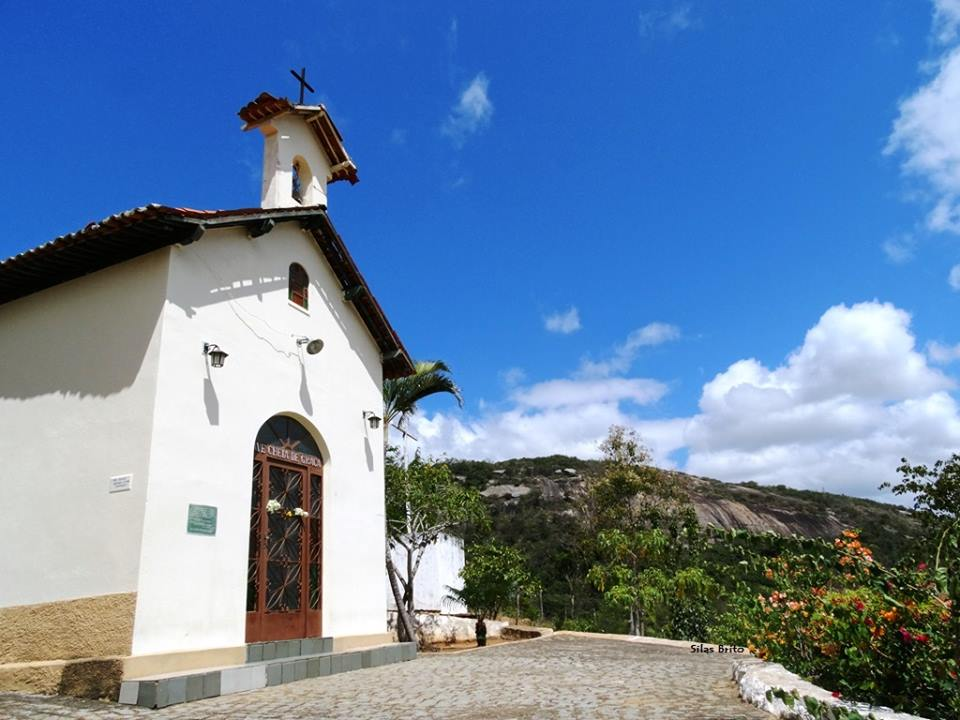
Capilla de Mãe Rainha
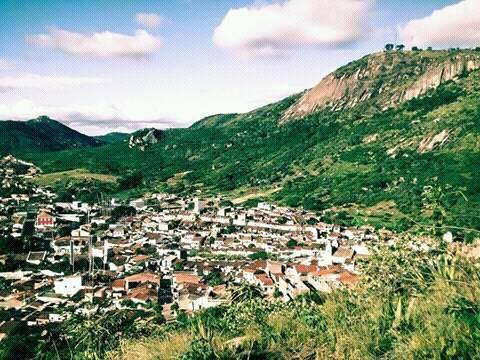
Vista panorámica de la ciudad de Brejo con la Serra da Prata al fondo
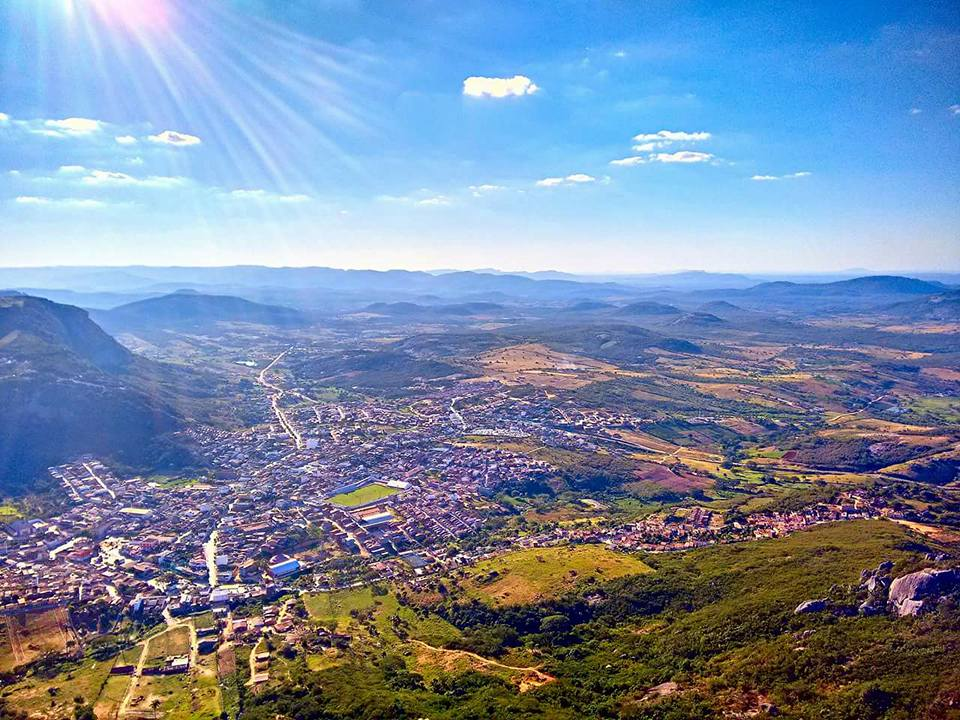
Ciudad del Brejo vista desde la Serra da Prata
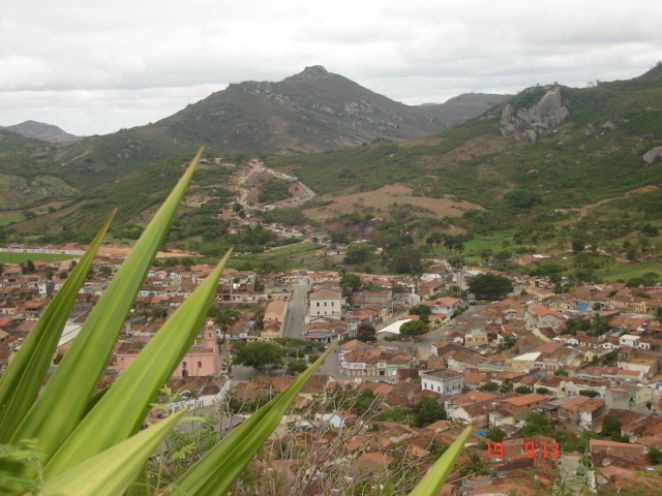
Vista panorámica de la ciudad de Brejo
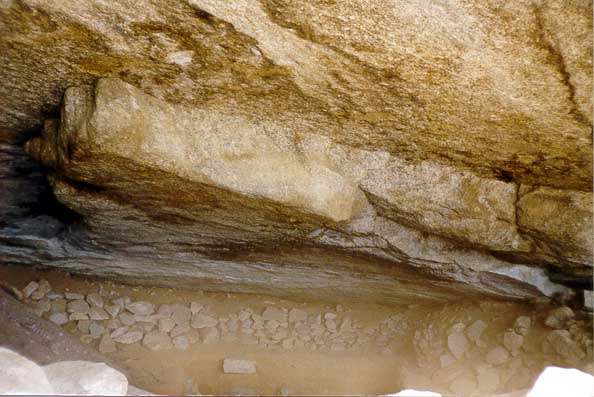
Sitio arqueológico de Furna do Estrago
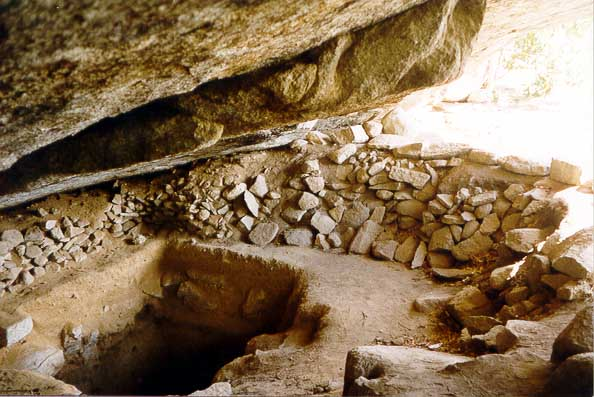
Sitio arqueológico de Furna do Estrago
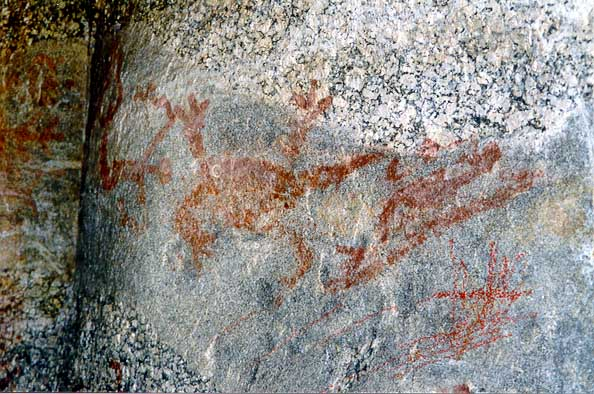
Pinturas rupestres en el sitio arqueológico de Furna do Estrago